# Горишнее Залучье
Гори́шнее Залу́чье (укр. Горішнє Залуччя) — село в Снятынской городской общине Коломыйского района Ивано-Франковской области Украины.
Население по переписи 2001 года составляло 1297 человек. Занимает площадь 364,1 км². Почтовый индекс — 78362. Телефонный код — 03476.